# Długołęka (województwo łódzkie)
Długołęka – wieś w Polsce położona w województwie łódzkim, w powiecie kutnowskim, w gminie Strzelce.

## Historia
Wieś królewska  położona była w drugiej połowie XVI wieku w powiecie gostynińskim ziemi gostynińskiej województwa rawskiego. W latach 1975–1998 miejscowość administracyjnie należała do województwa płockiego. Do 1999 roku w Długołece istniała Szkoła Podstawowa–Filia Szkoły Podstawowej w Strzelcach. Długołęka należy do Parafii św. Stanisława Kostki w Trębkach.

## Ochotnicza Straż Pożarna
OSP powstało w czerwcu 1924 roku z inicjatywy hrabiego Jana Moszyńskiego. Strażacy gromadzą sprzęt i wkrótce udaje im się kupić obsługiwaną przez kilku osób sikawkę ręczną. W latach 1933–1936 zbudowano budynek remizy. W 1940 roku podczas II wojny światowej mieszkańcy wsi zostają wysiedleni i wywiezieni na roboty do Generalnego Gubernatorstwa. W 1947 roku w związku z organizacją we wsi 7 klasowej szkoły podstawowej powiatowe władze oświatowe w Kutnie na podstawie porozumienia z Zarządem OSP w Długołęce dokonują zamiany budynków. W niewykończonej remizie działa szkoła, a strażacy przejmują budynek szkolny. W 1954 roku OSP otrzymuje motopompę M-200 Leopolia PO-2, a w 1964 roku  motopompę typu M-800 Leopolia PO-1 o wydajności 800 l/min i ciśnieniu 8 barów. W tym samym roku z okazji 40 lecia istnienia ze składek okolicznych mieszkańców OSP otrzymuje pierwszy sztandar z wizerunkiem św. Floriana. W lutym 1985 roku OSP otrzymuje samochód pożarniczy Star 26 typu GBAM od OSP z Przyzorza. W 1999 roku OSP kupuje samochód bojowy Star 244 L. Podczas obchodów 75 lecia istnienia, w 1999 roku jednostka otrzymuje nowy sztandar wraz ze złotym medalem za zasługi dla pożarnictwa.